# Joan Cortinas
Mossèn Joan Cortinas, conegut com el “Pare Botella”, fou un rector molt actiu en la labor social amb marginats, resident al barri del Bon Pastor.

## Biografia
Va néixer un 10 de maig de 1911, a Santa Coloma de Gramenet, al carrer Major, amb 6 germans, quan el petit va néixer el seu pare va morir al mateix dia, la seva infància va ser molt bona amb unes notes excel·lents i rebia classes del Mossèn Clapés, capella de Sant Andreu de Palomar els seus pares estaven agraïts, al morir el seu pare va seguir amb la seva formació al seminari on va fer els estudis de sacerdot. Al 1929 es van construir les Cases Barates així temps després fent-se cura de la parròquia del Bon Pastor. Joan cortinas passava pel barri amb una caixa de fusta amb ampolles de cava i vendre per recaptar diners per les escoles parroquials.
Es ordenat el 12 de juny de 1932 i aquell any va ocupar la plaça de vicari a Tiana, per passa a la parroquià Immaculada de Vilanova i la Geltrú. Passada la guerra va estar un breu període a la parroquià del Carme de Barcelona abans d'arribar al Bon Pastor. Sembla que el seu destí era la parròquia de Sant Joan Baptista, de Sant Adrià de Besos, pero la renúncia d'una altre capella, Joan Mendoza, de sobrenom “La joia de Taganga”, a anar a les Cases barates, va fer que Cortines fos nomenat rector de la parròquia del Bon Pastor.
Durant la guerra, el barri va quedar desfet. A la postguerra va arribar mossèn Cortines, que va convertir en barri, que eren dues comunitats enfrontades, i desateses. Acabava la història de les cases barates i les barriades Sanchis i Estadella, i comença la del Bon Pastor. El nom del Bon Pastor va ser un invent del bisbe Irurita, l'any 1935. La guerra havia deixat el nom en suspens i va ser mossèn Joan Cortina, nomenat rector el 1940, qui el va ressuscitar. L'any 1945, el barri, que pertanyia al municipi de Santa Coloma, es va donar a Barcelona. El 10 de gener de 1940, amb 29 anys, va passar molts anys bons al Bon Pastor, fins a la seva mort, 1 d'abril de 1991 amb 82 anys.
Tots van plorar la seva mort, enterrament va ser un dimarts, a les quatre de la tarda, a l'església de la Verge de Valldeflors de Tremp, Lleida, sempre estarà al Barri del Bon Pastor per la plaça del Mossèn Joan Cortinas  
Curiositats:
En 1943 aquest barri va passa a formar part de la ciutat. El que va portar a cap a aquest pas va ser el cura Joan Cortina, de la parroquià del Bon Pastor, també conegut com a “Pare Botella” per la quantitat de milers de botelles que agafava en vida per aconseguir diners per fer escoles en un barri que no tindria d'aquesta parroquià, per tant, agafaria el nombre tot el barri que conserva fins avui dia.